# China News Analysis
China News Analysis (CNA) - Analyse van het Chinese nieuws - was van 1953 tot 1998 een wekelijkse – vanaf 1979 tweewekelijkse – nieuwsbrief die feiten, achtergronden en analyses gaf van de politieke en maatschappelijke gebeurtenissen in de volksrepubliek China. De nieuwsbrief werd gemaakt in Hong Kong en was geschreven in het Engels. De oprichter en belangrijkste redacteur van het blad was de Hongaarse jezuïet László Ladány. De nieuwsbrief omvatte zeven of acht pagina's per aflevering, had een weinig opvallende vormgeving, maar bezat een opzienbarende, met de westerse intellectuele opinie vaak op gespannen voet staande inhoud die was gebaseerd op oorspronkelijke Chinese bronnen. Het blad was daarom decennialang belangrijke lectuur voor geleerden, journalisten, diplomaten en inlichtingendiensten.

## Periode 1953-1982
Ladány - een Hongaarse jood - was in 1940 van Hongarije naar China gegaan om de golf van moorddadig antisemitisme die Europa zou overspoelen te ontvluchten en zich voor te bereiden op het missiewerk. In 1949, bij de communistische machtsovername aan het einde van de Chinese Burgeroorlog, vertrok hij noodgedwongen naar Hongkong. Toen hij het verzoek kreeg van de overste van de onder dwang opgeheven jezuïetische missieposten in China om de buitenwacht op de hoogte te houden van de ontwikkelingen in China en de omliggende landen, begon hij China News Analysis te publiceren. Op 25 augustus 1953 verscheen het eerste nummer.
Ladány was van 1953-1982 de enige vaste redacteur. Patrick James Honey (1922-2005), een Ierse Vietnam-kenner, schreef regelmatig bijdragen over Vietnam. Incidenteel traden anderen op als gastredacteur. Reeds in 1961 had Ladány beschreven welke gruwelijke realiteit er schuil ging achter de Grote Sprong Voorwaarts (1958-1961/2). In 1962 schatte hij het aantal doden als gevolg van de optredende hongersnoden op vijftig miljoen, een aantal dat door latere onderzoekers is bevestigd. Ladány werd bijgestaan door collega's die correctiewerk deden, met wie hij discussieerde en die voor hem kranten lazen en radio-uitzendingen beluisterden.
In 1979 veranderde de verschijningsfrequentie van wekelijks naar eens in de twee weken.
In totaal verschenen er gedurende Ladány's redacteurschap tot en met 1982 1248 nummers, ongeveer 8750 pagina’s.

## Periode 1983-1998
Na Ladány’s terugtreden werd verschijning van de nieuwsbrief tijdelijk opgeschort om in 1984 weer te worden hervat onder hoofdredactie van de jezuïet Dominique Tyl. In 1985 veranderde de verschijningsfrequentie opnieuw, nu naar tweemaal per maand, met een index aan het einde van het jaar (25 nummers per jaar). Tyl werd in 1988 als hoofdredacteur opgevolgd door de jezuïet Yves Nalet. In december 1998 werd besloten om de nieuwsbrief te staken.
In 1994 verhuisde het tijdschrift naar Taiwan, als onderdeel van de Socio-Cultural Research Center van Fujen Universiteit.
Van 1984 tot 1998 verschenen nog 375 nummers, ongeveer 3450 pagina’s in totaal.

## Belang
Het blad was decennialang verplichte kost voor iedereen die serieuze belangstelling voor China had. De Belgische sinoloog Pierre Ryckmans (pseud. Simon Leys) noemt als belangrijkste kwaliteiten van het blad dat de auteur Ladány – anders dan de meeste China-experts in die dagen – het Chinees uitstekend beheerste en vloeiend sprak, dat hij zich baseerde op oorspronkelijke Chinese bronnen zoals kranten, overheidspublicaties en (regionale) radio-uitzendingen, en dat hij het vermogen had om de ondoorgrondelijke en misleidende berichtgeving, de onder terreur tot stand gekomen getuigenissen en de leugenachtige overheidspropaganda, zo te analyseren dat duidelijk werd welke verwrongen relatie al deze uitingen hadden tot de (destijds veelal verschrikkelijke) werkelijkheid van China.
Het blad was onmodieus en werd door fellow-travelers van het maoïstische regime als verderfelijk beschouwd. Simone de Beauvoir, auteur van La Longue Marche. Essai sur la Chine (1957), noemde China News Analysis "une publication venimeuse" (een giftige publicatie).

## Voetnoten
1. ↑  Voor de CIA, zie: James R. Lilley & Jeffrey Lilley, China Hands: Nine Decades of Adventure, Espionage, and Diplomacy in Asia, Cambridge, MA: Public Affairs 2004, p.139. Voor de andere groepen, zie Simon Leys, 'The Art of Interpreting Nonexistent Inscriptions Written in Invisible Ink on a Blank Page', The New York Review of Books, 11 oktober 1990. Zie ook: 'China-watcher turns in Telescope', The Telegraph, 7 februari 1983. (geraadpleegd 17 september 2014).
2. ↑  Frank Dikötter (2011), Mao's massamoord. De geschiedenis van China's grootste drama, 1958-1962 (Het voorwoord spreekt van ten minste 45 miljoen).